# تپه شهرک
تپه شهرک مربوط به دوره ساسانیان -قرون اولیه دوران‌های تاریخی پس از اسلام است و در شهرستان بیجار، روستای شهرک سفلی واقع شده و این اثر در تاریخ ۱۸ مهر ۱۳۵۶ با شمارهٔ ثبت ۱۴۷۶ به‌عنوان یکی از آثار ملی ایران به ثبت رسیده است.